# 伊佐一男
伊佐 一男（いさ かずお、1891年（明治24年）3月19日 - 1985年（昭和60年）7月1日）は、日本の陸軍軍人。最終階級は陸軍中将。

## 経歴
東京府出身。伊佐貢の長男として生まれる。仙台陸軍地方幼年学校、陸軍中央幼年学校を経て、1911年（明治44年）5月、陸軍士官学校（23期）を卒業。同年12月、歩兵少尉に任官し歩兵第35連隊付となる。1921年（大正10年）11月、陸軍大学校（33期）を卒業した。
1922年（大正11年）2月、歩兵第35連隊中隊長に就任。以後、陸大教官、陸軍兵器本廠付（陸軍省調査班）、歩兵第9連隊大隊長、近衛歩兵第4連隊付（第一高等学校配属将校）、東京警備参謀などを務め、1935年（昭和10年）8月、歩兵大佐に昇進し陸士付となる。
1936年（昭和11年）8月、金沢連隊区司令官に就任。1937年（昭和12年）8月、歩兵第7連隊長に発令され日中戦争に出征。1938年（昭和13年）7月、陸軍少将に昇進し歩兵第3旅団長に就任した。1940年（昭和15年）3月、西部防衛参謀長に転じ、1941年（昭和16年）3月、第66独立歩兵団長に異動し、同年8月、陸軍中将に進んだ。1942年（昭和17年）12月、留守第56師団長に就任。1944年（昭和19年）4月、第86師団長に転じて志布志湾沿岸の守備を担当し、本土決戦に備えた。1945年（昭和20年）5月、西部軍司令部付となり、同年8月、鹿児島連隊区司令官に転じ、同年10月18日に西部軍管区司令部附となり、同年12月に予備役に編入された。1947年（昭和22年）11月28日、公職追放仮指定を受けた。
墓所は多磨霊園。

## 著作
- 『歩兵第七聯隊史』歩七戦友会、1967年。
- 『歩兵第七聯隊史 第2集 (徐州戦)』歩七戦友会、1967年。
- 『歩兵第七聯隊史 [第3集] (武漢戦)』歩七戦友会、1968年。

編
- 長沢子朗との共編『金城聯隊史』歩七戦友会、1969年。

## 栄典
- 1940年（昭和15年）8月15日 - 紀元二千六百年祝典記念章[7]